# The Armed Man
The Armed Man: A Mass for Peace is een compositie voor solisten, koor en orkest van Karl Jenkins uit 1999. Hij schreef dit stuk voor het Royal Armouries Museum ter gelegenheid van de feesten naar aanleiding van het nieuwe millennium en het werd voor het eerst uitgevoerd op 25 april 2000 in Londen. Het werk wordt opgedragen aan de slachtoffers van de Kosovo-oorlog.
Net zoals het War Requiem van Benjamin Britten is The Armed Man, deels gebaseerd op de katholieke mis, geschreven ter promotie van de vrede.
Naast fragmenten uit de katholieke mis, bevat de tekst woorden uit andere religieuze en historische bronnen, waaronder de islamitische oproep tot gebed, de Bijbel (bijv. De Psalmen en Openbaring) en de Mahabharata. Schrijvers wier woorden in het werk voorkomen zijn Rudyard Kipling, Alfred Lord Tennyson en Sankichi Toge.
The Armed Man brengt de groeiende dreiging van een afdaling in oorlog in kaart, afgewisseld met momenten van reflectie en toont de verschrikkingen die oorlog met zich meebrengt. De mis eindigt met de hoop op vrede in een nieuw millennium, waarin "verdriet, pijn en dood kunnen worden overwonnen".
In 2016 achtte de aartsbisschop van Utrecht, Kardinaal Eijk, de Plechelmuskerk in Saasveld ontheiligd door een uitvoering van de Armed Man. De parochie werd gedwongen een boeteritus te dulden.
Het twaalfde deel "Benedictus" haalde al verschillende keren de Klara's Top 100, in 2022 op plaats 3, in 2021 op plaats 8 in februari en op plaats 3 in november, in 2019 op plaats 43 en in 2018 op plaats 53.

## Opname
De eerste cd werd opgenomen in de Air Studios in de zomer van of 2000 door het London Philharmonic Orchestra gedirigeerd door Karl Jenkins and The National Youth Choir of Great Britain (onder leiding van Mike Brewer). De cd verscheen bij Virgin op 10 september 2001.

### Tracks
1. "The Armed Man" – 6:25
2. "The Call to Prayers (Adhaan)" – 2:04
3. "Kyrie" – 8:12
4. "Save Me from Bloody Men" – 1:42
5. "Sanctus" – 7:00
6. "Hymn Before Action" – 2:38
7. "Charge!" – 7:26
8. "Angry Flames" – 4:44
9. "Torches" – 2:58
10. "Agnus Dei" – 3:39
11. "Now the Guns Have Stopped" – 3:25
12. "Benedictus" – 7:36
13. "Better Is Peace" – 9:33

In oktober 2010 werd bij een speciale heruitgave van het album een veertiende track toegevoegd en bevatte het ook een dvd-opname van het werk:
14. "For The Fallen: In Memoriam Alfryn Jenkins" – 4:41
- MusicBrainz work: 882baef3-2fdc-4975-ba9d-a2ef2e4f5ecc